# Eva Hrdinová
Eva Hrdinová (* 15. června 1984 Plzeň) je česká profesionální tenistka, specializující se na čtyřhru a se 191 centimetry vzrůstu nejvyšší hráčka na ženském tenisovém okruhu.  Ve své dosavadní kariéře nevyhrála na okruhu WTA Tour žádný turnaj když ze všech pěti deblových finále odešla poražena. V rámci okruhu ITF získala do června 2019 tři tituly ve dvouhře a devatenáct ve čtyřhře.
Na žebříčku WTA byla ve dvouhře nejvýše klasifikována v dubnu 2008 na 168. místě a ve čtyřhře pak v srpnu téhož roku na 55. místě. Trénuje ji otec Jiří Hrdina.
Na Letní Univerziádě 2005 ve Smyrně získala zlatou medaili v ženské dvouhře a na následné Univerziádě 2007 v Bangkoku přidala zlatý kov ve smíšené čtyřhře, když se jejím spoluhráčem stal Pavel Šnobel.
Na okruhu WTA si dvakrát zahrála finále čtyřhry. Poprvé v únoru 2008 na turnaji kategorie Premier Open Gaz de France, kde po boku krajanky Vladimíry Uhlířové nestačily na ukrajinský pár sester Aljony a Kateryny Bondarenkových. Podruhé pak o čtyři roky později v červenci 2012 odešly spolu s bosenskou hráčkou Mervanou Jugićovou-Salkićovou poraženy ve finále båstadského turnaje Sony Swedish Open z kategorie International, když podlehly kolumbijské dvojici Catalina Castañová a Mariana Duqueová Mariñová.
O dva týdny dříve, než proběhlo švédské finále, přidala na okruhu ITF osmnáctý deblový titul a první s nejvyšší možnou dotací 100 000 dolarů. V italské Bielle triumfovala po boku Němky Tatjany Malekové, když porazily také až v rozhodujícím supertiebreaku Mervanu Jugićovou-Salkićovou hrající vedle rakouské tenistky Sandry Klemenschitsové.
V českém fedcupovém týmu neodehrála do roku 2020 žádné utkání.

## Finále na okruhu WTA Tour
| Legenda                           |
| --------------------------------- |
| D – dvouhra; Č – čtyřhra          |
| Grand Slam (0)                    |
| Turnaj mistryň (0)                |
| Premier Mandatory & Premier 5 (0) |
| Premier (0–2 Č)                   |
| International (0–3 Č)             |

### Čtyřhra: 5 (0–5)
| Stav       | č. | datum             | turnaj                     | povrch    | spoluhráčka                | soupeřky ve finále                        | výsledek         |
| ---------- | -- | ----------------- | -------------------------- | --------- | -------------------------- | ----------------------------------------- | ---------------- |
| Finalistka | 1. | 10. února 2008    | Paříž, Francie             | tvrdý (h) | Vladimíra Uhlířová         | Aljona Bondarenková Kateryna Bondarenková | 1–6, 4–6         |
| Finalistka | 2. | 27. července 2008 | Los Angeles, Spojené státy | tvrdý     | Vladimíra Uhlířová         | Čan Jung-žan Čuang Ťia-žung               | 6–2, 5–7, [4–10] |
| Finalistka | 2. | 22. července 2012 | Båstad, Švédsko            | antuka    | Mervana Jugićová-Salkićová | Catalina Castañová Mariana Duqueová       | 6–4, 5–7, [5–10] |
| Finalistka | 4. | 3. května 2014    | Oeiras, Portugalsko        | antuka    | Valerija Solovjovová       | Cara Blacková Sania Mirzaová              | 4–6, 3–6         |
| Finalistka | 5. | 1. května 2015    | Praha, Česko               | antuka    | Kataryna Bondarenková      | Kateřina Siniaková Belinda Bencic         | 2–6, 2–6         |

## Finále na okruhu ITF
| Dotace turnajů okruhu ITF | Dotace turnajů okruhu ITF |
| ------------------------- | ------------------------- |
| 100 000 $ tournaments     | 80 000 $ tournaments      |
| 75 000 $ tournaments      | 60 000 $ tournaments      |
| 50 000 $ tournaments      | 25 000 $ tournaments      |
| 15 000 $ tournaments      | 10 000 $ tournaments      |

### Dvouhra: 11 (3–8)
| Stav       | č. | datum             | turnaj                              | povrch  | soupeřka ve finále         | výsledek           |
| ---------- | -- | ----------------- | ----------------------------------- | ------- | -------------------------- | ------------------ |
| Finalistka | 1. | 25. srpna 2002    | Valašské Meziříčí, Česko            | antuka  | Lenka Novotná              | 6–7(6–8), 0–6      |
| Finalistka | 2. | 7. března 2004    | Büchen, Německo                     | koberec | Amanda Janesová            | 3–6, 2–6           |
| Vítězka    | 1. | 6. června 2004    | Palič, Srbsko a Černá Hora          | antuka  | Andrea Popovičová          | 6–0, 3–6, 6–0      |
| Vítězka    | 2. | 8. srpna 2004     | Hechingen, Německo                  | antuka  | Nathalie Vierinová         | 6–4, 6–3           |
| Finalistka | 3. | 6. března 2005    | Büchen, Německo                     | tvrdý   | Mervana Jugićová-Salkićová | 2–6, 0–2skreč      |
| Finalistka | 4. | 17. prosinec 2005 | Valašské Meziříčí, Česko            | tvrdý   | Margit Ruutelová           | 0–6, 2–6           |
| Finalistka | 5. | 11. březen 2007   | Minsk, Bělorusko                    | koberec | Olga Govorcovová           | 7–6(7–5), 2–6, 3–6 |
| Vítězka    | 3. | 30. červen 2007   | Perigueux, Francie                  | koberec | Julia Bejgelzimerová       | 3–6, 6–3, 6–4      |
| Finalistka | 6. | 16. listopad 2008 | Minsk, Bělorusko                    | tvrdý   | Alisa Klejbanovová         | 1–6, 6–4, 2–6      |
| Finalistka | 7. | 3. květen 2009    | Johannesburg, Jihoafrická republika | tvrdý   | Anastasija Sevastovová     | 2–6, 2–6           |
| Finalistka | 8. | 27. únor 2011     | Zell Am Harmersbach, Německo        | koberec | Nina Zanderová             | 7–6(7–3), 5–7, 1–6 |

### Čtyřhra: 36 (19–17)
| Stav       | č.  | datum              | turnaj                           | povrch  | spoluhráčka              | soupeřky ve finále                             | výsledek              | Vítězka | 1. | 31. srpen 2003 | Bielefeld, Německo | antuka | Claudia Kardysová | Carmen Klaschkaová Sabina Klaschkaová | 2–6, 6–4, 7–6(7–5) |
| Vítězka    | 2.  | 26. říjen 2003     | Valencia, Venezuela              | tvrdý   | Zuzana Černá             | Soledad Esperonová Flavia Mignolaová           | 6–3, 4–6, 6–1         |         |    |                |                    |        |                   |                                       |                    |
| Vítězka    | 3.  | 2. listopad 2003   | Caracas, Venezuela               | tvrdý   | Zuzana Černá             | Maria-Jose Argeriová Leticia Sobralová         | bez boje              |         |    |                |                    |        |                   |                                       |                    |
| Vítězka    | 4.  | 7. březen 2004     | Büchen, Německo                  | koberec | Lucie Hradecká           | Elke Clijstersová Caroline Maesová             | 6–1, 6–4              |         |    |                |                    |        |                   |                                       |                    |
| Finalistka | 1.  | 11. červenec 2004  | Cuneo, Itálie                    | antuka  | Sandra Záhlavová         | Edina Hallová-Gallovitsová Zsofia Gubacsiová   | 5–7, 3–6              |         |    |                |                    |        |                   |                                       |                    |
| Vítězka    | 5.  | 18. červenec 2004  | Brusel, Belgie                   | antuka  | Zuzana Černá             | Leslie Butkiewiczová Eveline Vanhyfteová       | 7–6(7–3), 7–6(7–5)    |         |    |                |                    |        |                   |                                       |                    |
| Vítězka    | 6.  | 28. listopadu 2004 | Opolí, Polsko                    | koberec | Lucie Hradecká           | Ekaterina Dzehalevichová Nadejda Ostrovskaya   | 7–5, 6–3              |         |    |                |                    |        |                   |                                       |                    |
| Finalistka | 2.  | 19. prosinec 2004  | Valašské Meziříčí, Česko         | tvrdý   | Lucie Hradecká           | Daniela Klemenschitsová Sandra Klemenschitsová | bez boje              |         |    |                |                    |        |                   |                                       |                    |
| Finalistka | 3.  | 19. listopad 2005  | Průhonice, Česko                 | tvrdý   | Olga Blahotová           | Lucie Hradecká Libuše Průšová                  | 3–6, 6–3, 3–6         |         |    |                |                    |        |                   |                                       |                    |
| Finalistka | 4.  | 24. únor 2006      | St. Paul, Spojené státy          | tvrdý   | Michaela Paštiková       | Julie Dittyová Milagros Sequeraová             | 6–4, 6–7(5–7), 2–6    |         |    |                |                    |        |                   |                                       |                    |
| Finalistka | 5.  | 30. duben 2006     | Lafayette, Spojené státy         | antuka  | Juliana Fedaková         | Hana Šromová Milagros Sequeraová               | 6–2, 1–6, 1–6         |         |    |                |                    |        |                   |                                       |                    |
| Finalistka | 6.  | 18. listopadu 2006 | Přerov, Česko                    | koberec | Stanislava Hrozenská     | Nikola Franková Andrea Hlaváčková              | 2–6, 7–6(7–5), 3–6    |         |    |                |                    |        |                   |                                       |                    |
| Finalistka | 7.  | 2. únor 2007       | Belfort, Francie                 | koberec | Veronika Chvojková       | Irina Kurjanovičová Jevgenija Savranská        | 3–6, 5–7              |         |    |                |                    |        |                   |                                       |                    |
| Vítězka    | 7.  | 14. duben 2007     | Jackson, Spojené státy           | antuka  | Michaela Paštiková       | Džunri Namigatová Jurika Semaová               | 7–6(7–5), 7–6(7–3)    |         |    |                |                    |        |                   |                                       |                    |
| Vítězka    | 8.  | 1. červen 2007     | Galatina, Itálie                 | antuka  | Marie-Ève Pelletierová   | Stefania Chieppaová Darja Kustovová            | 6–1, 7–6(7–4)         |         |    |                |                    |        |                   |                                       |                    |
| Vítězka    | 9.  | 29. červen 2007    | Perigueux, Francie               | antuka  | Marie-Ève Pelletierová   | Julia Bejgelzimerová Jevgenija Savranská       | 3–6, 7–5, 6–1         |         |    |                |                    |        |                   |                                       |                    |
| Vítězka    | 10. | 9. září 2007       | Denain, Francie                  | antuka  | Marie-Ève Pelletierová   | Timea Bacsinszká Karolina Kosinská             | 6–3, 6–2              |         |    |                |                    |        |                   |                                       |                    |
| Vítězka    | 11. | 30. září 2007      | Ashland, Spojené státy           | tvrdý   | Maria-Fernanda Alvesová  | Maret Aniová Sandra Kloeselová                 | 7–6(7–5), 6–2         |         |    |                |                    |        |                   |                                       |                    |
| Finalistka | 8.  | 7. října 2007      | Troy, Spojené státy              | tvrdý   | Marie-Éve Pelletierová   | Angela Haynesová Mashona Washingtonová         | 4–6, 2–6              |         |    |                |                    |        |                   |                                       |                    |
| Finalistka | 9.  | 8. listopad 2009   | Ismaning, Německo                | koberec | Jekatěrina Dzegalevičová | Eleni Daniilidou Jasmin Wöhrová                | 2–6, 6–4, [5–10]      |         |    |                |                    |        |                   |                                       |                    |
| Finalistka | 10. | 16. květen 2010    | Praha, Česko                     | antuka  | Petra Cetkovská          | Xenija Lykinová Maša Zecová-Peškiricová        | 3–6, 4–6              |         |    |                |                    |        |                   |                                       |                    |
| Vítězka    | 12. | 12. červen 2010    | Szczecin, Polsko                 | antuka  | Petra Cetkovská          | Veronika Kapšajová Justine Ozgová              | 7–6(7–5), 6–3         |         |    |                |                    |        |                   |                                       |                    |
| Vítězka    | 13. | 5. únor 2011       | Rabat, Maroko                    | antuka  | Karin Knapp              | Iveta Gerlová Lucie Kriegsmannová              | 6–4, 6–1              |         |    |                |                    |        |                   |                                       |                    |
| Finalistka | 11. | 9. duben 2011      | Jackson, Spojené státy           | antuka  | Natalie Piquionová       | Sharon Fichman Marie-Ève Pelletierová          | 3–6, 4–6              |         |    |                |                    |        |                   |                                       |                    |
| Vítězka    | 14. | 16. červenec 2011  | Woking-Foxhills, Velká Británie  | tvrdý   | Julie Coin               | Emma Laineová Melanie Southová                 | 6–1, 3–6, [10–8]      |         |    |                |                    |        |                   |                                       |                    |
| Vítězka    | 15. | 24. červenec 2011  | Les Contamines-Montjoie, Francie | tvrdý   | Julie Coin               | Maria Abramovičová Nicole Clericoová           | 6–3, 6–2              |         |    |                |                    |        |                   |                                       |                    |
| Vítězka    | 16. | 28. srpen 2011     | Istanbul, Turecko                | tvrdý   | Julie Coin               | Sandra Klemenschits Irena Pavlovicová          | 6–4, 7–5              |         |    |                |                    |        |                   |                                       |                    |
| Finalistka | 12. | 10. září 2011      | Saransk, Rusko                   | antuka  | Veronika Kapšajová       | Michaela Buzarnescuová Teodora Mirčičová       | 3–6, 1–6              |         |    |                |                    |        |                   |                                       |                    |
| Vítězka    | 17. | 9. říjen 2011      | Kansas City, Spojené státy       | tvrdý   | Maria Abramovičová       | Jamie Hampton Ajla Tomljanovičová              | 2–6, 6–2, 10–4        |         |    |                |                    |        |                   |                                       |                    |
| Finalistka | 13. | 6. listopad 2011   | Nantes, Francie                  | tvrdý   | Julie Coin               | Stéphanie Foretz-Gacon Kristina Mladenovic     | 3–6, 1–6              |         |    |                |                    |        |                   |                                       |                    |
| Vítězka    | 18. | 6. července 2012   | Biella, Itálie                   | tvrdý   | Tatjana Malek            | Mervana Jugić-Salkić Sandra Klemenschits       | 1–6, 6–3, [10–8]      |         |    |                |                    |        |                   |                                       |                    |
| Finalistka | 14. | 17. květen 2013    | Praha, Česko                     | antuka  | Irina Falconiová         | Renáta Voráčová Barbora Strýcová               | 4–6, 0–6              |         |    |                |                    |        |                   |                                       |                    |
| Finalistka | 15. | 3. listopadu 2013  | Nantes, Francie                  | hala    | Stéphanie Foretz-Gacon   | Lucie Hradecká Michaëlla Krajicek              | 3–6, 2–6              |         |    |                |                    |        |                   |                                       |                    |
| Finalistka | 16. | 30. březen 2014    | Osprey, Spojené státy            | antuka  | Irina Falconiová         | Rika Fudžiwarová Sie Šu-jing                   | 3–6, 7–6(7–5), [4–10] |         |    |                |                    |        |                   |                                       |                    |
| Vítězka    | 19. | 11. července 2015  | Versmold, Německo                | antuka  | Šachar Pe'erová          | Alena Fominová Sofja Kovalecová                | 6–1, 6–3              |         |    |                |                    |        |                   |                                       |                    |
| Finalistka | 17. | 24. února 2018     | Rancho Santa Fe, Spojené státy   | tvrdý   | Taylor Townsendová       | Kaitlyn Christianová Sabrina Santamariová      | 7–6(8–6), 1–6, [6–10] |         |    |                |                    |        |                   |                                       |                    |

## Postavení na konečném žebříčku WTA

### Dvouhra
| Rok    | 2003 | 2004   | 2005   | 2006   | 2007   | 2008   | 2009   | 2010   | 2011   | 2012   | 2013 | 2018 |
| Pořadí | 650. | ▲ 245. | ▲ 230. | ▲ 225. | ▲ 195. | ▼ 234. | ▲ 177. | ▼ 320. | ▲ 518. | ▼ 830. | —    | —    |

### Čtyřhra
| Rok    | 2003 | 2004   | 2005   | 2006   | 2007   | 2008  | 2009   | 2010   | 2011   | 2012   | 2013  | 2014   | 2015  | 2016 | 2017  | 2018   |
| Pořadí | 482. | ▲ 227. | ▲ 167. | ▲ 142. | ▲ 110. | ▲ 72. | ▼ 169. | ▼ 242. | ▲ 149. | ▲ 105. | ▲ 75. | ▼ 108. | ▲ 88. | —    | 1224. | ▲ 712. |